# Ceryx libera
Ceryx libera är en fjärilsart som beskrevs av Walker. Ceryx libera ingår i släktet Ceryx och familjen björnspinnare. Inga underarter finns listade i Catalogue of Life.